# Konon z Magydas
Konon z Magydas, Konon ogrodnik (cs. мученик Конон градарь; ur. w Nazarecie, zm. ok. 250 w Pamfilii) – święty katolicki i prawosławny, męczennik wczesnochrześcijański.

## Żywot świętego
Przypisuje mu się przynależność do rodziny Jezusa Chrystusa. Według wiarygodnej Passio miał być ogrodnikiem, eremitą, który utrzymywał kawałek pola. Poniósł męczeńską śmierć w Magydas (Pamfilia) w czasie prześladowań chrześcijan za panowania cesarza Trajana Decjusza. Imię Konona znajduje się na Porta San Sebastiano w Rzymie.

## Kult
Kult świętego rozwinął się w Syrii. Na wschodzie był jednak Konon mylony z imiennikiem z Izaurii. Wspominano go 2 lub 3 lipca.
Wspomnienie liturgiczne w Martyrologium Romanum umieszczono pod dniem 26 lutego.
Cerkiew prawosławna wspomina męczennika Konona 5/18 marca, tj. 18 marca według kalendarza gregoriańskiego.
W ikonografii święty męczennik Konon jest starszym, siwobrodym mężczyzną w jasnej koszuli sięgającej kolan. Prawą dłoń ma modlitewnie uniesioną do góry, w lewej trzyma małe drzewko lub roślinę.
O pomoc modlą się do niego osoby zagrożone ospą lub chore na tę chorobę.